# 石田仁宏

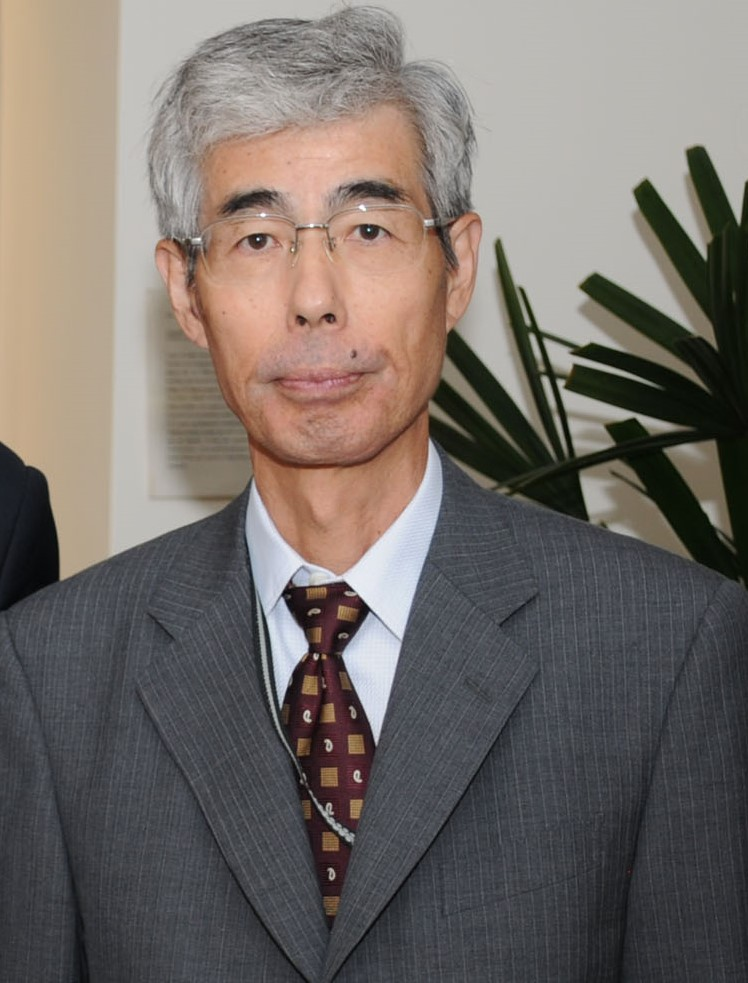
2011年3月

石田 仁宏（いしだ ひとひろ、1946年（昭和21年） - ）は、日本の外交官。ペルー駐箚特命全権大使やアルゼンチン駐箚特命全権大使などを歴任した。

## 経歴・人物
東京都出身。横浜市立大学商学部経済学科を卒業後に外務省語学研修員採用試験に合格し、1972年（昭和47年）外務省に入省する。翌1973年（昭和48年）外務省公務員採用上級試験を合格し、1974年（昭和49年）に外務省に再入省した。1986年（昭和61年）国際連合日本政府代表部一等書記官、駐メキシコ大使館一等書記官、1993年（平成5年）外務省大臣官房領事移住部邦人保護課長、外務省経済協力局国際機構課長、ポーランド公使、1999年（平成11年）在スペイン日本国大使館公使、外務省大臣官房参事官兼中南米局などを経て、2003年（平成15年）サンパウロ総領事。2005年（平成17年）ペルー駐箚特命全権大使を経て、2008年（平成20年）から2012年（平成24年）までアルゼンチン駐箚特命全権大使。2021年、瑞宝中綬章受章。

## 同期
- 佐々江賢一郎（12年駐米大使・10年外務事務次官・08年政務担当外務審議官）
- 林景一（11年駐英大使・08年内閣官房副長官補・08年駐アイルランド大使）
- 小田部陽一（11年ジュネーブ国際機関政府代表部大使・08年経済担当外務審議官）
- 吉川元偉（13年国連大使・10年OECD大使・09年アフガニスタン・パキスタン支援担当大使・06年駐スペイン大使）
- 高松明（11年駐スロバキア大使・科学技術振興機構理事・06年駐キューバ大使）
- 四宮信隆（10年駐ポルトガル大使・07年駐ドミニカ共和国大使）
- 原田親仁（16年日露関係担当大使・11年駐露大使・08年駐チェコ大使）
- 目賀田周一郎（11年駐メキシコ大使・08年駐ペルー大使）
- 卜部敏直（11年駐フィリピン大使・07年駐アイルランド大使）
- 遠藤茂（09年駐サウジアラビア大使・07年駐チュニジア大使）
- 多賀敏行（12年駐ラトビア大使･09年駐チュニジア大使）
- 斉藤隆志（10年駐ミャンマー大使・06年駐セネガル大使）
- 城田安紀夫（10年駐ノルウェー大使・07年駐イラン大使・04年イラク復興支援等調整担当大使・01年駐カタール大使）
- 山本忠通（12年駐ハンガリー大使・10年アフガニスタン・パキスタン支援担当大使・08年ユネスコ日本政府代表部大使）
- 山中誠（11年駐ポーランド大使・10年科学技術担当大使・07年駐シンガポール大使）
- 佐藤重和（12年駐タイ王国大使・10年駐オーストラリア大使）
- 中根猛（12年駐独大使・09年ウィーン国際機関代表部大使）
- 黒木雅文（13年駐セルビア大使・09年駐カンボジア大使）
- 西ヶ廣渉（14年宮内庁宮務主管・12年駐ルクセンブルク大使・09年駐リビア大使）
- 吉澤裕（12年駐南アフリカ共和国大使・08年駐フィジー大使）
- 貞岡義幸（10年駐パラオ大使）
- 寒川富士夫（10年駐マラウイ大使）
- 沼田幹男（12年駐ミャンマー大使・11年外務省領事局長）
- 白石和子（12年駐リトアニア大使）
- 高橋二雄（13年駐アゼルバイジャン大使）
- 小池孝行（13年駐キルギス大使）
- 中北徹（07年アジア・ゲートウェイ戦略会議座長代理）